# Dekanat Pilzno
Dekanat Pilzno – dekanat wchodzący w skład diecezji tarnowskiej.
Początki parafii w Pilźnie sięgają roku 1256. Ta parafia już w średniowieczu stanowiła siedzibę dekanatu pilzneńskiego (istniejącego do obecnych czasów), należącego do diecezji krakowskiej, w archidiakonacie sądeckim. Dekanat ten wówczas obejmował 17 parafii, m.in.: Dębicę, Kołaczyce i Frysztak. Przez wieki zmieniały się parafię należące do dekanatu oraz przynależność do diecezji.
Dziekanem dekanatu Pilzno jest obecnie ks. mgr Marek Kuzak, proboszcz parafii Lubcza, a wicedziekanem ks. mgr Andrzej Wolanin, proboszcz parafii Pilzno.

## W skład dekanatu wchodzą parafie
- Dobrków – Parafia Narodzenia Najświętszej Maryi Panny w Dobrkowie
- Gorzejowa – Parafia św. Grzegorza Papieża w Gorzejowej
- Grudna Górna – Parafia Miłosierdzia Bożego w Grudnej Górnej
- Jodłowa – Parafia św. Stanisława Biskupa Męczennika; Sanktuarium Dzieciątka Jezus
- Jodłowa Górna – Parafia Trójcy Przenajświętszej
- Kamienica Górna – Parafia Matki Bożej Częstochowskiej w Kamienicy Górnej
- Lipiny – Parafia Matki Bożej Fatimskiej w Lipinach
- Lubcza  – Parafia Najświętszego Serca Jezusowego w Lubczy
- Łęki Górne – Parafia św. Bartłomieja Apostoła w Łękach Górnych
- Machowa – Parafia Trójcy Przenajświętszej w Machowej
- Pilzno  – Parafia św. Jana Chrzciciela
- Przeczyca – Parafia Najświętszej Maryi Panny Wniebowziętej w Przeczycy
- Siedliska-Bogusz – Parafia Narodzenia Najświętszej Maryi Panny w Siedliskach-Boguszy
- Słotowa – Parafia Najświętszej Maryi Panny Królowej Polski w Słotowej
- Zwiernik – Parafia św. Marcina Biskupa w Zwierniku
- Żdżary – Parafia Matki Bożej Nieustającej Pomocy w Żdżarach